# Emirates Cultural Sport Club
Maillots
Actualités
Le Emirates Cultural Sport Club (en arabe : نادي الإمارات الثقافي الرياضي), plus couramment abrégé en Emirates Club, est un club émirati de football fondé en 1969 et basé à Ras el Khaïmah.
Il évolue actuellement en première division émiratie.

## Palmarès
| Compétitions nationales                                                                                                  | Compétitions internationales |
| - Coupe des Émirats arabes unis (1) : - Vainqueur : 2010. - Supercoupe des Émirats arabes unis (1) : - Vainqueur : 2010. |                              |

## Personnalités du club

### Entraîneurs du club
Le tableau suivant présente la liste des entraîneurs du club depuis 1981.
| Rang | Nom                | Période   |
| ---- | ------------------ | --------- |
| 1    | Zoran Đorđević     | 1981-1982 |
| 2    | ?                  | 1982-1986 |
| 3    | Akram Ahmad Salman | 1996-1997 |
| 4    | ?                  | 1997-2005 |
| 5    | Reinhard Fabisch   | 2005-2007 |

| Rang | Nom                | Période               |
| ---- | ------------------ | --------------------- |
| 6    | ?                  | 2007-sept. 2009       |
| 7    | Ebrahim Ghasempour | janv. 2009-sept. 2009 |
| 8    | Ahmed Al-A'ajlani  | 2009-2010             |
| 9    | Ghazi Ghrairi      | 2010-2011             |
| 10   | Khaled Al Suwaidi  | déc. 2011             |

| Rang | Nom               | Période              |
| ---- | ----------------- | -------------------- |
| 11   | Lotfi Benzarti    | janv. 2012-oct. 2012 |
| 12   | Júnior dos Santos | 2012-2013            |
| 13   | Sérgio Alexandre  | 2013                 |
| 14   | Eid Baroot        | mai 2013-déc. 2013   |
| 15   | Paulo Comelli     | déc. 2013-           |

### Joueurs emblématiques
- Hadj Bouguèche
- Brett Holman
- Rodrigo Pimpão
- Paco Alcácer
- Andrés Iniesta
- Alhassane Keita
- Reza Enayati
- Hossein Kaebi
- Javad Kazemian
- Rasoul Khatibi
- Amer Deeb
- Cheick Diabaté
- Mourad Batna
- Mustapha Hadji
- Omar Nejjary
- Alexander Geynrikh
- Jasur Hasanov